# Allodiopsis orientalis
Allodiopsis orientalis är en tvåvingeart som beskrevs av Zaitzev 1993. Allodiopsis orientalis ingår i släktet Allodiopsis och familjen svampmyggor. Inga underarter finns listade i Catalogue of Life.